# Campo Grande (Misiones)
Campo Grande és una localitat argentina de la província de Misiones, capçalera del departament de Cainguás. Limita amb el municipi d'Aristóbulo del Valle, del mateix departament, i amb els municipis de Ruiz de Montoya al departament del Libertador General San Martín, Jardín Amèrica al departament de San Ignacio, Campo Viera i Campo Ramón al departament d'Oberá, i els del 25 de Mayo i Alba Posse al departament de Veinticinco de Mayo.
Al terme municipal de Campo Grande també hi ha el nucli urbà de Primero de Mayo; un altre punt rellevant és el Kilometro 17.
A causa de les importants celebracions que se celebren el Dia del Mestre, Campo Grande és coneguda com la Capital Provincial del Mestre.

## Població
Tenia 5.293 habitants (Indec, 2001), la qual cosa suposa un augment del 34,9% respecte als 3.923 habitants (Indec, 1991) del cens anterior.